# Адженда (Канзас)
Адженда (англ. Agenda) — місто (англ. city) в США, в окрузі Ріпаблік штату Канзас. Населення — 47 осіб (2020).

## Географія
Адженда розташована за координатами 39°42′26″ пн. ш. 97°25′56″ зх. д. / 39.70722° пн. ш. 97.43222° зх. д. (39.707239, -97.432220).  За даними Бюро перепису населення США в 2010 році місто мало площу 0,40 км², уся площа — суходіл.

## Демографія
Згідно з переписом 2010 року, у місті мешкало 68 осіб у 29 домогосподарствах у складі 18 родин. Густота населення становила 171 особа/км².  Було 52 помешкання (131/км²).
Расовий склад населення:
| - 97,1 % — білих |

До двох чи більше рас належало 2,9 %. Частка іспаномовних становила 0,0 % від усіх жителів.
За віковим діапазоном населення розподілялося таким чином: 25,0 % — особи молодші 18 років, 50,0 % — особи у віці 18—64 років, 25,0 % — особи у віці 65 років та старші. Медіана віку мешканця становила 42,0 року. На 100 осіб жіночої статі у місті припадало 106,1 чоловіків;  на 100 жінок у віці від 18 років та старших — 96,2 чоловіків також старших 18 років.
За межею бідності перебувало 40,0 % осіб, у тому числі 50,0 % дітей у віці до 18 років та 27,3 % осіб у віці 65 років та старших.
Цивільне працевлаштоване населення становило 29 осіб. Основні галузі зайнятості: освіта, охорона здоров'я та соціальна допомога — 27,6 %, інформація — 20,7 %, науковці, спеціалісти, менеджери — 17,2 %, сільське господарство, лісництво, риболовля — 13,8 %.